# كفر جالس
كفر جالس قرية سورية تتبع ناحية معرة مصرين في منطقة مركز إدلب في محافظة إدلب. بلغ عدد سكانها 2770 نسمة في عام 2004 حسب إحصاء المكتب المركزي للإحصاء.